# Lenguas kresh
Las lenguas kresh son una pequeña familia lingüística de Sudán del Sur. Usualmente estas lenguas se clasifican como una rama más de las lenguas sudánicas centrales. Boyeldieu (2010) considera que esa clasificación podría ser prematura, aunque Starostin (2016) encuentra convincente la evidencia en favor de esa clasificación, y la de la lengua más cercana a las lenguas kresh que parece ser el Birri.

## Descripción
El grupo kresh se considera usualmente como un grupo dialectal, pero es internamente diverso. Blench (2000) da un alista con cinco lenguas kresh, cuatro de las cuales (el kresh, el gbaya, el woro y el dongo) son contabilizadas en Ethnologue como siete dialectos diferentes del kresh/gbaya (y ocho si se cuenta el aja). El kresh y el gbaya, sin embargo, son meramente un exónimo y un endónimo para el mismo grupo étnico, y no dos lenguas diferentes. Ethnologue señala que las variedades no son mutuamente inteligibles, sin embargo es bien nocido que el kresh-ndogo (o gbaya-ndogo) es universalemnte aceptado como un dialecto de prestigio, mientras que el naka se considera normalmente como la variedad con más hablantes. Blench (2000) también incluye el furu (bagero) como una lengua kresh, aunque Ethnologue la clasifica dentro de las lenguas kara.
Además, el aja es hablado por algunas personas de etnia kresh, pero aunque básicamente mantiene la gramática del kresh, básicamente es una forma relexifiada a partir de las lenguas banda (Santandrea 1976).

## Lenguas del grupo
Blench (2000, 2012) distingue Kresh, Woro, Gbaya, Furu, Dongo y Aja. Sin embargo, los principales "dialectos" kresh no son mutuamente inteligibles, y Ethnologue los lista como Naka (Kresh-Boro), Gbaya-Ndogo (Kresh-Ndogo), Gbaya-Ngbongbo (Kresh-Hofra), Gbaya-Gboko, Orlo (Woro), Gbaya-Dara y Dongo (con el furu y el aja listados por separado):
- Aja
- Kresh-Ndogo (Gbaya-Ndogo)
- Naka (Kresh-Boro)
- Kresh-Hofra (Gbaya-Ngbongbo)
- Gboko (Gbaya-Gboko)
- Dara (Gbaya-Dara)
- Woro (Orlo)
- Dongo
- Furu

Los términos gbaya y dongo son ambiguos, porque también pueden usarse para referirse a lenguas ubangui no relacionadas con estas.